# Cyclophora hyponoea
Cyclophora hyponoea är en fjärilsart som beskrevs av Louis Beethoven Prout 1935. Cyclophora hyponoea ingår i släktet Cyclophora och familjen mätare. Inga underarter finns listade i Catalogue of Life.